# Албаредо (Тренто)
Албаредо (итал. Albaredo) је насеље у Италији у округу Тренто, региону Трентино-Јужни Тирол.
Према процени из 2011. у насељу је живело 112 становника. Насеље се налази на надморској висини од 701 м.